# 後出古墳群
後出古墳群（うしろでこふんぐん）は、奈良県宇陀市大宇陀守道（おおうだもち）にある古墳群（群集墳）。史跡指定はされていない。現在では大部分が失われている。

## 概要
奈良県南部、宇陀盆地南部の尾根上に築造された古墳群である。円墳21基が確認されており、1985-1986年（昭和60-61年）に16基の、1992年（平成4年）に1基の発掘調査が実施されている。
古墳群を構成する古墳は、いずれも直径8-18メートルの小円墳で、割竹形木棺を埋葬施設とする。大半の古墳から刀剣・鉄鏃が出土しているほか、短甲が計6領（2号墳3、3号墳2、7号墳1）出土、蛇行剣が計3口（3号墳1・7号墳1・18号墳1）出土している。
築造時期は、古墳時代中期の5世紀後半（大半はTK208-TK47型式期）頃を主体とする。小円墳群ながら豊富な武器・武具が副葬されており、武人的性格を示す中期群集墳として注目される。

## 遺跡歴
- 1985-1986年（昭和60-61年）、16基の発掘調査（奈良県立橿原考古学研究所、1986・1990年に概要報告、2003年に本報告）[1]。
- 1992年（平成4年）、1基（18号墳）の発掘調査（奈良県立橿原考古学研究所、1993年に報告）[1]。

## 主な古墳
| 名称   | 墳丘 | 墳丘    | 埋葬施設    | 出土品 |
| ------ | ---- | ------- | ----------- | --- |
| 2号墳  | 円墳 | 直径13m | 割竹形木棺  | 横矧板鋲留短甲3・鉄刀・鉄剣・鉾・鉄鏃・鎌・鉇・鉄斧・刀子・弓金具・玉類・須恵器                                                                                 |
| 3号墳  | 円墳 | 直径12m | 割竹形木棺2 | 第1主体：横矧板鋲留短甲1・鉄刀・鉄剣（蛇行剣1含む）・槍・刀子・鉄鏃・馬具・土師器 第2主体：五獣鏡1・三角板横矧板併用鋲留短甲1・鉄刀・鉄剣・槍・刀子・櫛・土師器 |
| 7号墳  | 円墳 | 直径12m | 割竹形木棺  | 三角板鋲留短甲1・鉄刀・鉄剣（蛇行剣1含む）・鉄鏃・砥石 |
| 20号墳 | 円墳 | 直径15m | 割竹形木棺2 | 第1主体：六獣鏡1・仿製四爬鏡1 |

## 関連施設
- 奈良県立橿原考古学研究所附属博物館（橿原市畝傍町） - 後出古墳群の出土品を保管・展示。

## 関連文献
（記事執筆に使用していない関連文献）
- 「宇陀地方の遺跡調査 昭和60年度」『奈良県遺跡調査概報』 1985年度、奈良県立橿原考古学研究所、1986年。
- 「宇陀地方の遺跡調査 昭和61年度」『奈良県遺跡調査概報』 1987年度、奈良県立橿原考古学研究所、1990年。
- 奈良県立橿原考古学研究所 編『宇陀郡大宇陀町後出古墳群 -18号墳-』奈良県教育委員会〈奈良県文化財調査報告書第69集〉、1993年。
- 奈良県立橿原考古学研究所 編『後出古墳群』奈良県教育委員会〈奈良県史跡名勝天然記念物調査報告第61冊〉、2003年。

座標: 北緯34度27分50.5秒 東経135度57分13.7秒 / 北緯34.464028度 東経135.953806度